# Haus Beck (Hamm-Pelkum)
Haus Beck war ein Herrenhaus in Pelkum, heute ein Ortsteil im Stadtbezirk Hamm-Pelkum der Großstadt Hamm. Es ist im Laufe des 19. Jahrhunderts abgerissen worden.

## Geschichte
Das Haus Beck lag im Kirchspiel Pelkum, westlich der Ortslage an der Straße, die von Hamm nach Kamen führt. Das adelige Haus zählte zwar nicht zu den landtagsfähigen Rittersitzen, war aber von Personallasten freigestellt.
Seit dem 17. Jahrhundert stand das Anwesen im Besitz der Familie von Hausen. Erster Herr von Beck war Johann von Hausen, Sohn eines Hammer Bürgermeisters, der in der ersten Hälfte dieses Jahrhunderts lebte.
Johanns Enkel Diedrich von Hausen heiratete Maria Helana von Brüninghausen und gelangte auf diese Weise in den Besitz des Gutes Kettinghausen in Westerbönen. Dieses war noch 1804 mit Haus Beck verbunden.
1773 wurde das Wohnhaus, das mit einem fischbaren Graben umgeben war, mit 400 Talern bewertet. Eine zweite Gräfte umzog einen mit Obstbäumen besetzten Platz. Ein Jahrhundert später erwarb Heinrich Schulze-Pelkum den von Hausenschen Grundbesitz in Pelkum. Zu dieser Zeit existierten die Gebäude bereits nicht mehr, die Gräfte war jedoch noch deutlich erkennbar.

## Erhaltungszustand
Das Gelände ist heute eingeebnet. Es gibt keine sichtbaren Baureste des Herrenhauses mehr.